# Juan Touzón
Juan Touzón Jurjo (Madrid, 7 maggio 1898 – Madrid, 13 agosto 1972) è stato un avvocato spagnolo, noto per essere stato il 16º presidente dell'Atlético Madrid, dal 1946 al 1947, e presidente della Federazione calcistica della Spagna dal 1954 al 1956.

## Biografia
Juan Touzón fu un avvocato di Madrid, vice direttore del Banco de Vizcaya e membro onorario della Asociación de la Prensa de Madrid. Tifoso dell'Atlético Madrid fin da bambino, mise a punto diverse operazioni tra cui la fusione con l'Aviación Nacional e l'acquisto e la ristrutturazione dello stadio Metropolitano, pesantemente danneggiato dalla guerra civile spagnola.
Il 15 gennaio del 1946 fu eletto presidente del Club Atlético Aviación. Alla fine dell'anno contribuì all'eliminazione dei simboli militari e al cambio di denominazione in Club Atlético de Madrid. Durante il suo mandato fu fondata anche la sezione di pallamano. Nel giugno del 1947 fu sostituito da Cesáreo Galíndez.
Touzón rimase nel mondo del calcio anche dopo l'esperienza come presidente dell'Atlético, ricoprendo l'incarico di presidente della Federazione calcistica della Spagna nel marzo 1954. In quegli anni la Spagna non aveva un selezionatore fisso, per cui vari allenatori si alternavano e durante un incontro valido per le qualificazioni al campionato mondiale di calcio 1958 si ritrovò in panchina al fianco di Ramón Melcón e José L. del Valle. Lasciò la presidenza nel 1956, restando tuttavia nella giunta direttiva.
Morì il 13 agosto del 1972.